# Marco Soia
Marco Soia (Padova, 24 febbraio 1983) è un ex hockeista su ghiaccio italiano, di ruolo attaccante.

## Carriera
È alto 185 cm per 79 kg di peso. Ha esordito nel massimo campionato nella stagione 2001-02 con l'Hockey Club Alleghe. Se si eccettua una stagione giocata con l'USG Zoldo in seconda serie, ha sempre legato il suo nome alla squadra agordina (oltre alla stagione di esordio, anche nelle stagioni dal 2003 al 2005 e dal 2006 al 2009, tutte in massima serie), o a compagini ad essa legate quali Amatori Agordino e Amatori Alleghe, in seconda o terza serie.
Dopo un periodo lontano dal ghiaccio, Soia è tornato a giocare, tra il 2018 e il 2020, per l'Alleghe, nel frattempo sceso in seconda serie. Dopo un ulteriore anno di stop nell'estate del 2021 è tornato di nuovo a vestire la maglia biancorossa.
Nella stagione 2022-2023 ha disputato la terza serie con la maglia del Feltre, con cui aveva già giocato alcuni incontri nella stagione precedente.